# Martyrs du Vietnam

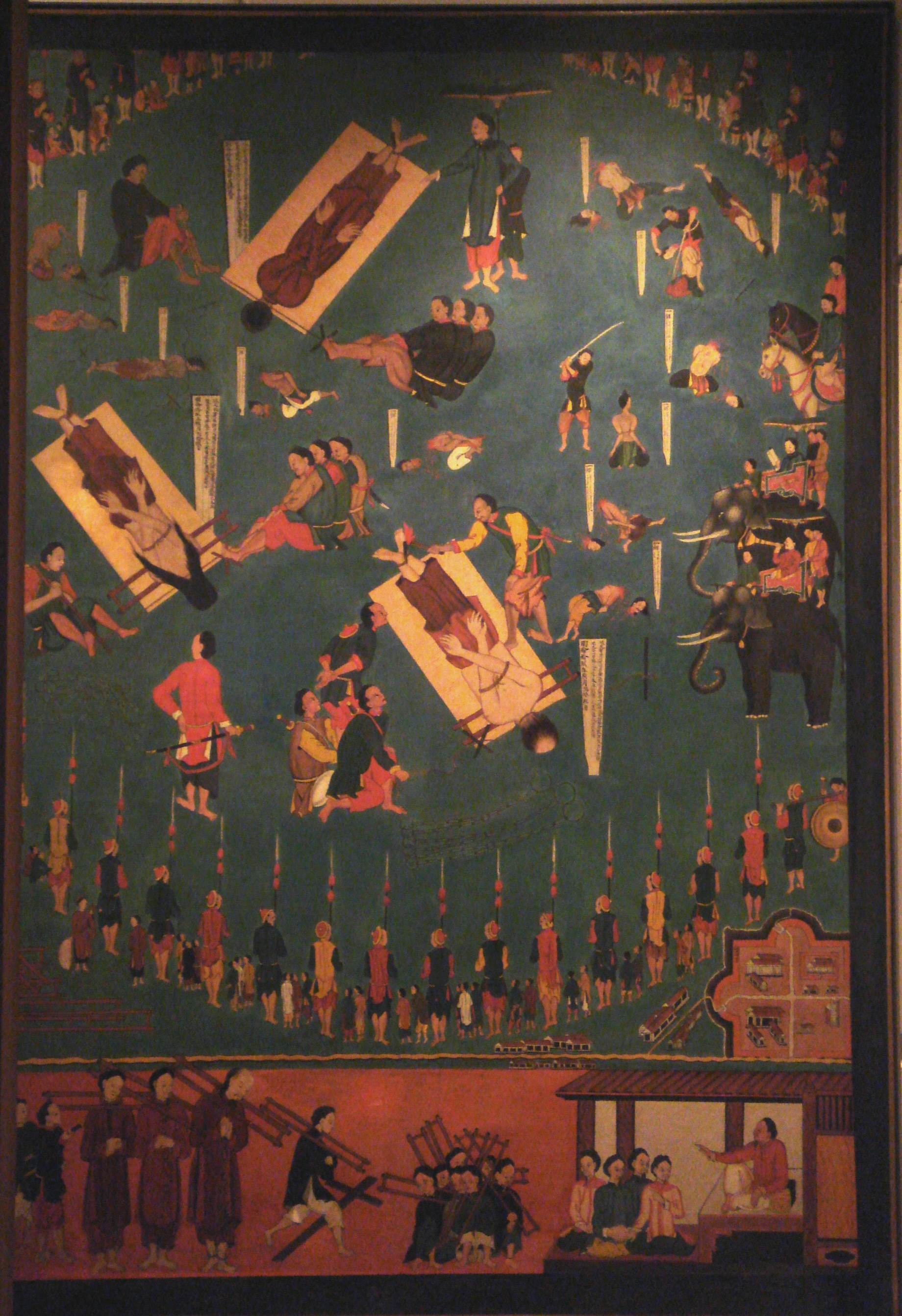
Le martyre de Pierre Truong Van Duong ; de Pierre Vu Van Truat et de Paul Mi.

Les Martyrs du Vietnam (en vietnamien : Các Thánh Tử đạo Việt Nam), également connus sous le nom de : Martyrs du Tonkin ; Martyrs de l'Annam ; Martyrs de l'Indochine, réunit un groupe de saints catholiques.
Ils ont été canonisés par le pape Jean-Paul II le 19 juin 1988.

## Béatifications et canonisations groupées de martyrs
Le culte individuel des martyrs chrétiens est né dès le IIe siècle en Orient et à partir du IIIe siècle en Occident. Progressivement, il se répand au-delà des lieux où ces hommes et ces femmes sont morts pour leur foi. Avant le XXe siècle, les béatifications et canonisations groupées sont très rares, excepté la béatification des martyrs d'Otrante par Clément XIV en 1771.
Ce sont Léon XIII mais surtout Pie X qui sont à l'origine des béatifications groupées de martyrs dont celle des martyrs d'Indochine en 1900 et 1906 et, à leur suite, Benoît XV avec celle, par exemple, des martyrs de Prague. Ces béatifications groupées sont souvent significatives de l'Église missionnaire dans le monde. Jean-Paul II perpétue cette mémoire collective des martyrs et il s'attache, lors de ses visites pastorales, à « donner un modèle de vie chrétienne en béatifiant les premiers saints » des pays où il se rend, tout en veillant « à ce que tous les états de vie soient reconnus comme chemins de sainteté ». Dans les années 1980, il innove en célébrant ces béatifications ou canonisations hors de Rome dans les pays de mission que sont l'Ouganda, la Chine, la Corée, le Vietnam ou la Thaïlande.

## Contexte historique
Les premiers missionnaires arrivent au Vietnam à la fin du XVIe siècle. Ils sont espagnols, portugais et français mais aussi japonais, des communautés chrétiennes japonaises s'étant exilées dans la péninsule pour fuir la persécution. Dans les premières décennies du XVIIe siècle, le christianisme se répand progressivement. En 1627, une église est ouverte à Hanoï. Le prêtre Alexandre de Rhodes, qui apprend rapidement le vietnamien, y prêche plusieurs fois par jour. Se faisant comprendre de la population, il élargit rapidement son auditoire et une opposition à son apostolat commence à se manifester. Les chrétiens, dont les rites sont mal interprétés, font l'objet d'un certain ostracisme. Cependant le Vietnam ne connaît pas de martyrs. Mais à la suite d'un conflit qui éclate sur la question de la polygamie, un édit royal interdit en 1630 la doctrine chrétienne « parce qu'elle dérogeait aux coutumes du royaume et mettait l'État en péril ». Dans les milieux populaires, les nouveaux chrétiens, par obéissance à la discipline catholique, ne gardent qu'une épouse et renvoient les autres dont certaines se plaignent ouvertement. Alertées, les concubines des seigneurs du Sud et du Nord mais aussi leurs eunuques, qui se sentent menacés dans leur raison d'être, reprennent ces griefs à leur compte. Le chrétien est alors perçu comme « un sujet rebelle » qui porte atteinte à l'ordre social dont les souverains sont les garants.
Le premier vietnamien à être supplicié pour sa foi est un jeune catéchiste de 19 ans, fils de paysan, nommé André de Phú Yên, qui est percé de coups de lance et décapité le 26 juillet 1644. Alexandre de Rhodes, qui l'avait baptisé, est arrêté, dans un premier temps condamné à mort puis peu après banni à perpétuité. Malgré cet impitoyable avertissement, les conversions au christianisme se multiplient. Un clergé autochtone est formé qui n'est pas seulement l'auxiliaire du clergé européen mais qui le remplace lorsque cela s'avère nécessaire. Parallèlement, des postulantes à la vie religieuse du Tonkin se manifestent auprès du premier évêque de la Cochinchine, Pierre  de La Motte. Il fonde leur communauté en 1670 en leur donnant le nom d'Amantes de la Croix : cette congrégation, qui a joué un « rôle capital » dans le soutien à la christianisation du Vietnam, compte pas moins de 300 martyres qui ont donné leur vie pour la foi catholique.
Dès le XVIIe siècle commence donc l'ère des persécutions, parfois entrecoupée de périodes plus calmes dues à un empereur bienveillant ou à des intérêts commerciaux ou politiques. Ainsi, par exemple, sous le règne de Gia Long (1788-1820) qui tolère le christianisme, l'Église est préservée des persécutions mais ses trois successeurs se livrent, à partir de 1824, aux pires exactions possibles à l'encontre des chrétiens. Ces persécutions n'ont plus lieu entre 1858 et 1885 sous la période française, reprennent en 1885 lors de l'insurrection contre le protectorat français et s'arrêtent à nouveau jusqu'au départ de la France en 1954 et la division du Vietnam en deux parties.

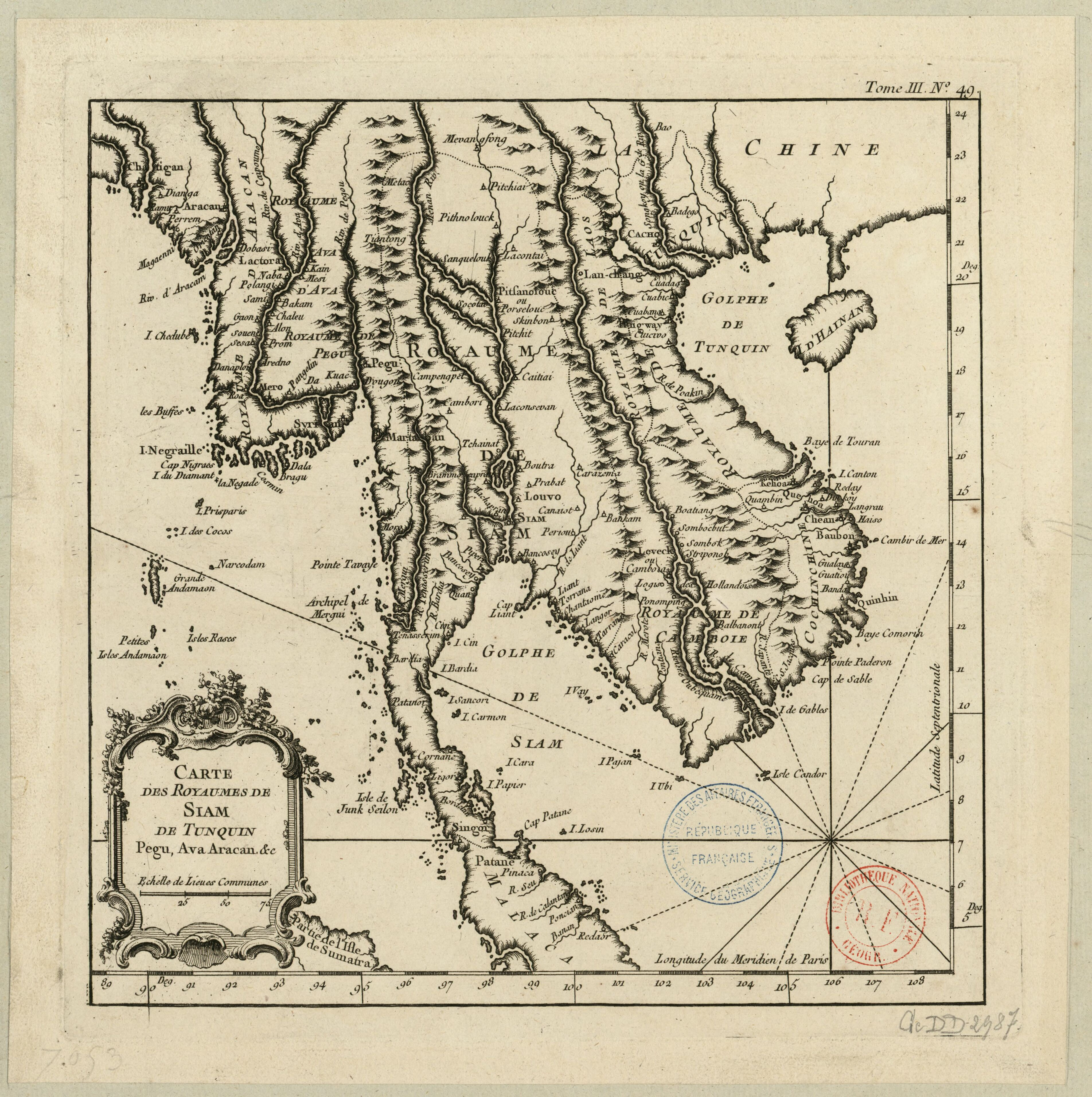
Carte de la péninsule indochinoise (1764)

Au Vietnam entre le XVIIIe et le XIXe siècle, entre 130 000 et 300 000 catholiques ont été tués pour leur foi et des milliers torturés, emprisonnés ou exilés. Cette persécution a duré 260 ans, soit douze années de plus que dans l'Empire romain. Selon les statistiques de l'époque, il apparaît que 25 édits de mort ont été publiés contre les chrétiens par les seigneurs Trinh et Nguyen, 30 000 martyres infligés sous la dynastie Tây Sơn entre 1771 et 1802, 40 000 martyres infligés sous le règne des empereurs Minh Mạng, Thiệu Trị et Tự Đức entre 1820 et 1883 et 60 000 martyres infligés lors du mouvement Van Than (appelé aussi révolte des lettrés) de 1885 à 1886. Après les premières interventions européennes sur la situation de la chrétienté vietnamienne au milieu du XIXe siècle, les accusations portées contre les chrétiens s'amplifient « pour se transformer en reproche de collusion avec l'étranger ». Pourtant « presque tous en mourant témoignent expressément d'une double fidélité, fidélité à leur foi, mais aussi à la tradition de leur pays, à leur empereur ».
Ces martyrs de la Foi « ont été ensevelis d'une manière anonyme, mais leur mémoire est restée toujours vivante dans l'esprit de la communauté catholique ».

## Quatre séries de béatifications
Au XXe siècle, dans cette foule de héros connus et inconnus, 117 personnes exécutées pour leur foi ont été choisies et élevées. Ces martyrs sont en grande majorité des Vietnamiens, au nombre de 96 (37 prêtres - dont 11 dominicains - 1 séminariste, 16 catéchistes, 42 laïcs) mais aussi des Espagnols, au nombre de 11 (6 évêques, 5 prêtres dominicains) et des Français, au nombre de 10 (2 évêques, 8 prêtres des Missions étrangères de Paris).
Parmi ces 117 martyrs, une seule femme : Agnès Lê Thi Than.

### Béatifications du27 mai 1900
Léon XIII, premier pape à recourir aux béatifications groupées pour les martyrs des terres de mission, a décidé en 1900 d'élever un premier groupe de martyrs du Tonkin et de la Cochinchine. Dans son décret sur le doute du 6 juillet 1899, il rappelle aux cardinaux chargés d'instruire la cause « combien il est opportun, aujourd'hui, de rappeler les exemples des hommes courageux et surtout les plus récents, ceux qui sont presque sous nos yeux ».
Cette première liste comprend sept membres des Missions étrangères de Paris : un évêque du Tonkin, Pierre Dumoulin-Borie, le pro-vicaire général de Cochinchine, François-Isidore Gagelin et cinq prêtres (Joseph Marchand, François Jaccard, Jean-Charles Cornay, Jean-Louis Bonnard et Augustin Schoeffler). Y figurent aussi trois Espagnols, tous dominicains : les évêques Dominique Henares et Clément Ignace Delgado Cebrian et le prêtre Joseph Fernandez. Les 54 autres martyrs sont vietnamiens, qu'il s'agisse de membres du clergé local, tels Emmanuel Nguyen Van Trieu, exécuté à la fin du XVIIIe siècle et Pierre Lê Tuy, exécuté dans le deuxième quart du XIXe siècle ou de simples laïcs tels Simon Hoa et Paul Duong.

### Béatifications du20 mai 1906
Le successeur de Léon XIII, Pie X, a poursuivi son dessein en 1906 en béatifiant ensemble huit dominicains dont les causes ont été portées par deux vicariats apostoliques distincts. La plupart sont espagnols comme les évêques Jérôme Hermosilla, Valentin Berrio Ochoa et Pierre Almató exécutés le même jour ou les prêtres  François-Gil de Frederich et Mathieu  Alonso de Leciniana. Mais certains sont vietnamiens, qui adhéraient à la règle de l'Ordre, tel le catéchiste Joseph Nguyen Duy Khang, disciple de l'évêque Hermosilla, qu'il suivit dans le martyre.

### Béatifications du2 mai 1909
Trois ans plus tard, Pie X a prononcé la béatification d'un troisième groupe de martyrs. Au nombre de vingt, ces martyrs sont de trois nationalités. Pie X complète sa précédente série de béatifications avec deux autres dominicains l'un espagnol, le prêtre Hyacinthe Castañeda et l'autre vietnamien, le prêtre Vincent Lê Quang Liêm. Sont aussi élevés trois missionnaires français, engagés dans les Missions étrangères de Paris : l'évêque Étienne-Théodore Cuenot et les prêtres Théophane Vénard et Pierre-François Néron. Ce groupe comprend la seule femme des 117 martyrs canonisés par Jean-Paul II : une mère de famille nombreuse, torturée et exécutée pour avoir caché un prêtre. Elle comprend aussi des prêtres et laïcs vietnamiens, tels le prêtre Pierre Doan Cong Quy et le laïc Emmanuel Lê Van Phung exécutés le même jour.

### Béatifications du 28 avril 1951
Pie XII était très attaché à la cause des martyrs. Sur les 164 bienheureux qu'ils a proclamés au long de son pontificat, 125 sont des martyrs. Après avoir condamné en 1949 le caractère athée de la doctrine communiste et interdit aux catholiques de participer à des organisations communistes, Pie XII complète les séries de béatifications de ses deux prédécesseurs en avril 1951. Cinq mois plus tard les évêques du Viet Nâm publient une lettre pastorale reprenant les termes du décret du Saint-Siège. Pie XII ajoute 25 nouveaux bienheureux à la liste des béatifiés du Viet Nâm. Dans son discours du 2 mai 1951 aux pèlerins vietnamiens, espagnols et français venus en foule à Rome, il explique que ces 25 martyrs sont des « élus », des « fils » de saint Dominique avec, à leur tête, deux évêques dominicains espagnols Joseph Marie Diaz Sanjurjo et Melchior Garcia Sampedro Suarez, des prêtres et des tertiaires de l'Ordre des Prêcheurs natifs du Viet Nâm et des laïcs « dont le nom avait été donné à Dominique au baptême », attestant leur filiation spirituelle.

### Représentativité
Les 117 martyrs béatifiés ont fait le sacrifice de leur vie entre 1745, un an après le supplice du protomartyr du Viet Nâm, le catéchiste André de Phú Yên, béatifié par Jean-Paul II en 2000, et 1862, année où fut signé par l'empereur, en juillet, le traité d'amnistie partielle. Pour autant, des massacres de chrétiens ont eu lieu par la suite, notamment en 1885-1886. Au siècle suivant, les persécutions légales ont repris en 1954 dans le Nord-Viet Nâm.
Sur la période considérée, deux martyrs ont versé leur sang sous le règne de Trinh Doanh (1740-1767), deux sous le règne de Trinh Sam (1767-1782) et deux sous le règne de Canh Thinh (1782-1802) au XVIIIe siècle. Au siècle suivant, la persécution générale des chrétiens commence véritablement avec le  premier édit de 1833, année où François-Isidore Gagelin se livre de lui-même au mandarin du Binh Dinh, espérant ainsi mais en vain préserver sa communauté chrétienne. Les catholiques sont sommés de fouler la croix et d'apostasier. La répression est très forte et 58 des martyrs exécutés le sont sous le règne de Minh Mạng (1820-1841). Un répit relatif a lieu sous le règne de Thiệu Trị (1841-1847) avec trois martyrs. Les édits de Minh Mang n'ont pas été pour autant abrogés. Après avoir donné à l'avènement de son règne une amnistie générale dont les chrétiens ont bénéficié, Tự Đức (1847-1883) publie un an après un nouvel édit de persécution concernant les seuls missionnaires étrangers, passibles de mort, puis un nouveau décret en 1851, beaucoup plus sévère, qui est appliqué aux Vietnamiens. Cette période sanglante donne lieu à la béatification de 50 martyrs.
La diversité des modes de mise à mort de ces 117 martyrs témoigne de la cruauté des bourreaux et du courage héroïque des suppliciés : selon le site du Vatican 75 d'entre eux sont condamnés à la décapitation, 22 à l'étranglement, 6 à être brûlés vifs, 5 à l'écartèlement. Neuf sont morts en prison des suites des tortures ou des punitions corporelles qui leur avaient été infligées, ce qui est le cas de la seule martyre retenue pour la béatification, frappée à coups de verge pour n'avoir pas voulu fouler la croix. Le sort le plus cruel est réservé en 1835 au missionnaire français Joseph Marchand, condamné à subir le supplice des cent plaies avant d'être décapité.
Le Saint-Siège a sélectionné parmi la « myriade » des martyrs du Viet Nâm ceux dont la vie a pu être reconstituée et dont le martyre a été constaté. Et parmi eux, elle a choisi comme chef du groupe le prêtre André Dũng-Lạc, en raison du culte qui lui est voué dans son pays et de la constance de sa foi tout au long de sa vie. Les prêtres et les laïcs sont représentés presque à égalité. Les 59 laïcs, vietnamiens, étaient des gens du peuple, en général pères de famille, exerçant divers métiers comme ceux de pêcheur, de guérisseur traditionnel ou encore de soldat. De toute condition et de tout âge, ils représentent, avec la mère de famille, Agnès Lê Thi Than, tous ceux qui ont « préféré souffrir l'exil, la prison, la torture et les châtiments extrêmes plutôt que d'insulter la croix et de renier la foi chrétienne ».

## Une canonisation groupée

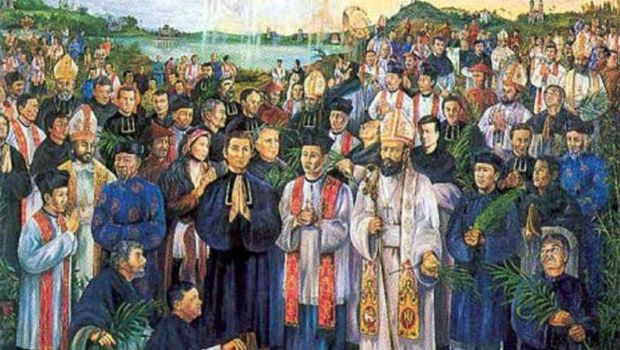
Assemblée des martyrs du Viet Nâm.

Malgré l'opposition des autorités communistes de Hanoï, les évêques catholiques du Vietnam adressent entre 1979 et 1987, pas moins de 36 lettres à la Congrégation pour les causes des Saints pour demander la canonisation des martyrs béatifiés depuis le début du siècle, arguant que l'église vietnamienne avait besoin que soient ainsi officialisés ses propres martyrs.
Le 18 avril 1986, Jean-Paul II fait publier un décret fusionnant les causes des 117 martyrs en une seule. Le 5 juin suivant, le pape signe un décret « de signis » par lequel il confirme la renommée continue des signes et miracles relatifs à tous ces martyrs.
Bien que ces persécutions remontent aux XVIIe siècle et XVIIIe siècle, le gouvernement vietnamien se plaint au printemps 1988 auprès du pape qu'une telle décision reviendrait à « glorifier une période de domination étrangère et, ce qui était pire, semer les graines de la désunion parmi le peuple vietnamien pendant une période de sévère  crise économique ».
Passant outre, le 19 juin 1988, le pape Jean-Paul II décide de les canoniser et de leur donner un seul jour de fête : le 24 novembre de chaque année.
Mais, plusieurs de ces saints sont individuellement fêtés à une autre date, ayant été béatifiés à différentes périodes.

Dans un discours du 20 juin 1988, le pape Jean-Paul II indique que 

« Nous rendons grâce pour leur sacrifice héroïque; nous rendons grâce pour ces témoins irradiés par la gloire du Christ pour l’avoir suivi sur la voie de la Croix (...)  [qui]  nous rappellent la grandeur du don de la foi que nous avons nous-mêmes reçu, le sérieux de l’adhésion que le Seigneur nous demande, la nécessité d’être, nous aussi, des témoins pour le monde qui nous entoure. »

## Une consécration ultime
Le 14 décembre 1990, le pape Jean-Paul II déclare ces martyrs patrons du Viet Nâm par sa lettre apostolique « si quidem cunctis », répondant à la demande que lui en avait faite Paul Marie Nguyen Minh Nhat (1926-2007), ancien évêque du diocèse catholique romain de Xuan Loc et alors président de la Conférence épiscopale vietnamienne.

## Annuaire des 117 saints
Cette liste numérotée reprend l'annuaire officiel des 117 saints du groupe des Martyrs du Vietnam publié par le Vatican.
(liste francisée - depuis le vietnamien ou l'espagnol - pour faciliter la lecture des francophones).
1. André Dung-Lac, prêtre, mort en 1839 ;
2. Dominique Henares, dominicain, évêque, mort en 1838 ;
3. Clément Ignace Delgado Cebrian, dominicain, évêque, mort en 1838 ;
4. Pierre Dumoulin-Borie, des M.E.P., évêque, mort en 1838 ;
5. Joseph Marie Diaz Sanjurjo, dominicain, évêque, mort en 1857 ;
6. Melchior Garcia Sampedro Suarez, dominicain, évêque, mort en 1858 ;
7. Jérôme Hermosilla, dominicain, évêque, mort en 1861 ;
8. Valentin Berrio Ochoa, dominicain, évêque, mort en 1861 ;
9. Étienne-Théodore Cuenot, des M.E.P., évêque, mort en 1861 ;
10. François-Gil de Frederich, prêtre dominicain, mort en 1745 ;
11. Mathieu Alonso de Leciniana, prêtre dominicain, mort en 1745 ;
12. Hyacinthe Castañeda, prêtre dominicain, mort en 1773 ;
13. Vincent Lê Quang Liêm, prêtre dominicain, mort en 1773 ;
14. Emmanuel Nguyen Van Trieu, prêtre, mort en 1798 ;
15. Jean Dat, prêtre, mort en 1798 ;
16. Pierre Lê Tuy, prêtre, mort en 1833 ;
17. François-Isidore Gagelin, prêtre des M.E.P., mort en 1833 ;
18. Joseph Marchand, prêtre des M.E.P., mort en 1835 ;
19. Jean-Charles Cornay, prêtre des M.E.P., mort en 1837 ;
20. Vincent Do Yen, prêtre dominicain, mort en 1838 ;
21. Pierre Nguyen Ba Tuan, prêtre, mort en 1838 ;
22. Joseph Fernandez, prêtre dominicain, mort en 1838 ;
23. Bernard Vu Van Due, prêtre, mort en 1838 ;
24. Dominique Nguyen Van Hanh (Dieu), prêtre dominicain, mort en 1838 ;
25. Jacques Do Mai Nam, prêtre, mort en 1838 ;
26. Joseph Dang Dinh (Nien) Vien, prêtre, mort en 1838 ;
27. Pierre Nguyen Van Tu, prêtre dominicain, mort en 1838 ;
28. François Jaccard, prêtre des M.E.P., mort en 1838 ;
29. Vincent Nguyen The Diem, prêtre, mort en 1838 ;
30. Pierre Vo Bang Khoa, prêtre, mort en 1838 ;
31. Dominique Tuoc, prêtre dominicain, mort en 1839 ;
32. Thomas Dinh Viet Du, prêtre dominicain, mort en 1839 ;
33. Dominique Nguyen Van (Doan) Xuyen, prêtre dominicain, mort en 1839 ;
34. Pierre Pham Van Tizi, prêtre, mort en 1839 ;
35. Paul Phan Khac Khoan, prêtre, mort en 1840 ;
36. Joseph Do Quang Hien, prêtre dominicain, mort en 1840 ;
37. Luca Vu Ba Loan, prêtre, mort en 1840 ;
38. Dominique Trach (Doai), prêtre dominicain, mort en 1840 ;
39. Paul Nguyen Ngan, prêtre, mort en 1840 ;
40. Joseph Nguyen Dinh Nghi, prêtre, mort en 1840 ;
41. Martin Ta Duc Thinh, prêtre, mort en 1840 ;
42. Pierre Khanh, prêtre, mort en 12-07-1842 ;
43. Augustin Schoeffler, prêtre des M.E.P., mort en 1851 ;
44. Jean-Louis Bonnard, prêtre des M.E.P., mort en 1852 ;
45. Philippe Phan Van Minh, prêtre, mort le 03-07-1853 ;
46. Laurent Nguyen Van Huong, prêtre, mort en 1856 ;
47. Paul Lê Bao Tinh, prêtre, mort en 1857 ;
48. Dominique Mau, prêtre dominicain, mort en 1858 ;
49. Paul Le Van Loc, prêtre, mort en 1859 ;
50. Dominique Cam, prêtre T.O.P., mort en 1859 ;
51. Pierre Doan Long Quy, prêtre, mort en 1859 ;
52. Pierre-François Néron, prêtre des M.E.P., mort en 1860 ;
53. Thomas Khuong, prêtre T.O.P., mort en 1861 ;
54. Théophane Vénard, prêtre des M.E.P., mort en 1861 ;
55. Pierre Nguyen Van Luu, prêtre, mort en 1861 ;
56. Joseph Tuan, prêtre dominicain, mort en 1861 ;
57. Jean Doan Trinh Hoan, prêtre, mort en 1861 ;
58. Pierre Almató, prêtre dominicain, mort en 1861 ;
59. Paul Tong Viet Buong, laïc, mort en 1833 ;
60. André Tran Van Thong, laïc, mort en 1835 ;
61. François Saverio Can, catéchiste, mort en 1837 ;
62. François Chieu, catéchiste, mort en 1838 ;
63. Joseph Nguyen Dinh Upen, catéchiste T.O.P., mort en 1838 ;
64. Pierre Nguyen DicH, laïc, mort en 12-08-1838 ;
65. Michel Nguyen Huy My, laïc, mort en 1838 ;
66. Joseph Hoang Luong Canh, laïc T.O.P., mort en 1838 ;
67. Thomas Tran Van Thien, séminariste, mort en 1838 ;
68. Pierre Truong Van Duong, catéchiste, mort en 1838 ;
69. Paul Nguyen Van My, catéchiste, mort en 1838 ;
70. Pierre Vu Van Truat, catéchiste, mort en 1838 ;
71. Augustin Phan Viet Huy, laïc, mort en 1839 ;
72. Nicolas Bui Duc The, laïc, mort en 1839 ;
73. Dominique (Nicolas) Dinh Dat, laïc, mort en 1839 ;
74. Thomas Nguyen Van De, laïc T.O.P., mort en 1839 ;
75. François Saverio Ha Thong Mau, catéchiste T.O.P., mort en 1839 ;
76. Agostino Nguyen Van Moi, laïc T.O.P., mort en 1839 ;
77. Dominique Bui Van Uy, catéchiste T.O.P., mort en 1839 ;
78. Étienne Nguyen Van Vinti, laïc T.O.P., mort en 1839 ;
79. Pierre Nguyen Van Hieu, catéchiste, mort en 1840 ;
80. Jean-Baptiste Dinh Van Thanh, catéchiste, mort en 1840 ;
81. Antonio Nguyen Huu (Nam) Quynh, laïc, mort en 1840 ;
82. Pierre Nguyen Khac Tu, catéchiste, mort en 1840 ;
83. Thomas Toan, catéchiste T.O.P., mort en 1840 ;
84. Jean-Baptiste Con, laïc, mort en 1840 ;
85. Martin Tho, laïc, mort en 1840 ;
86. Simon Phan Dac Hoa, laïc, mort en 1840 ;
87. Agnès Lê Thi Than, laïque, morte en 1841 ;
88. Matthieu Le Van Gam, laïc, mort en 1847 ;
89. Joseph Nguyen Van Luu, catéchiste, mort en 1854 ;
90. André Nguyen Kim Thong (Nam Thuong), catéchiste, mort en 1855 ;
91. Michel Ho Dinh Hy, laïc, mort en 1857 ;
92. Pierre Doan Van Van, catéchiste, mort en 1857 ;
93. François Phan Van Trung, Laïc 06-10-1858 ;
94. Dominique Pham Thong (An) Kham, laïc T.O.P., mort en 1859 ;
95. Luca Pham Thong (Cai) Thin, laïc, mort en 1859 ;
96. Joseph Pham Thong (Cai) Ta, laïc, mort en 1859 ;
97. Paul Hanh, laïc, mort en 1859 ;
98. Emmanuel Lê Van Phung, laïc, mort en 1859 ;
99. Joseph Le Dang Thi, laïc, mort en 1860 ;
100. Matteo Nguyen Van (Nguyen) Phuong, laïc, mort en 1861 ;
101. Joseph Nguyen Duy Khang, catéchiste T.O.P., mort en 1861 ;
102. Joseph Tuan, laïc, mort en 1862 ;
103. Joseph Tuc, laïc, mort en 1862 ;
104. Dominique Ninh, laïc, mort en 1862 ;
105. Dominique Toaï, laïc, mort en 1862 ;
106. Laurent Ngon, laïc, mort en 1862 ;
107. Paul Duong, laïc, mort en 1862 ;
108. Dominique Huyen, laïc, mort en 1862 ;
109. Pierre Dung, laïc, mort en 1862 ;
110. Vincent Duong, laïc, mort en 1862 ;
111. Pierre Thuan, laïc, mort en 1862 ;
112. Dominique Mao, laïc, mort en 1862 ;
113. Dominique Nguyen, laïc, mort en 1862 ;
114. Dominique Nhi, laïc, mort en 1862 ;
115. André Tuong, laïc, mort en 1862 ;
116. Vincent Tuong, laïc, mort en 1862 ;
117. Pierre Da, laïc, mort en 1862.

## Autres causes promues
Quatre autres causes individuelles ont été introduites depuis cette canonisation groupée de 1988. Leur procès est plus ou moins avancé.

### Bienheureux André de Phú Yên
Il est le premier martyr du Viet Nâm, mort à l'âge de 19 ans en 1644. Il était un disciple du missionnaire français jésuite Alexandre de Rhodes qui assista à son martyre. Il a été béatifié par Jean-Paul II le 5 mars 2000 au sein d'un groupe de martyrs provenant de différentes parties du monde. Sa fête est le 26 juillet, date de son exécution. Il est le saint patron de la jeunesse catholique au Viet Nâm.

### François Xavier Truong Bùu Diêp
Ce prêtre catholique né en 1897 fait l'objet d'une grande vénération dans le Delta du Mékong. Il a été arrêté le 12 mars 1946 avec 70 de ses paroissiens par un petit groupe de soldats japonais qui, après la capitulation du Japon en 1945, avaient fait défection pour rejoindre le Việt Minh. Ayant entendu que ces révolutionnaires avaient l'intention de brûler vives ses ouailles, il s'offrit en sacrifice et fut décapité. En 2012, une enquête paroissiale a été initiée en vue de sa canonisation. Le 25 novembre 2024, le pape François a signé un décret en reconnaissance de son martyre, ce qui ouvre le chemin à la béatification.

### Marcel Nguyen Tan Van
Ce moine rédemptoriste vietnamien, appelé « l'Apôtre de l'Amour », se réclame de l'enseignement de sainte Thérèse de Lisieux. Originaire du nord du Viet Nâm, il quitte le couvent de Hanoï  pour y retourner lors de la séparation du pays en 1954. Arrêté le 7 mai 1955 en raison de sa foi, condamné à 15 ans de travaux forcés, il meurt après quatre ans d'emprisonnement à l'âge de 31 ans. Une fraternité, les Missionnaires de l'Amour de Jésus, a été fondée en Moselle en France autour de sa spiritualité et de celle de Thérèse.
Le procès de béatification de Marcel Van a été ouvert en France dans le diocèse de Belley-Ars le 26 mars 1997, avec l'ancien  cardinal vietnamien François-Xavier Nguyen Van Thuan (1928- 2002) comme premier postulateur général. Depuis, il a été repris par l'association française « Les Amis de Van ».

### Vénérable François-Xavier Nguyên Van Thuân
Cet ancien évêque catholique du diocèse de Nha Trang a été nommé en 1975 archevêque coadjuteur de l'archidiocèse de Saigon (Hô Chi Minh-Ville) par le pape Paul VI. Cette nomination a été refusée par les autorités communistes qui l'internent pendant plus de treize ans. Libéré mais assigné à résidence dans son archevêché, il est autorisé en 1991 à se rendre au Vatican. Il apprend alors qu'il est proscrit à vie de son pays. Jean-Paul II lui donne asile et l'élève à la dignité cardinalice en 2001, un an avant sa mort.
Le procès de sa cause de béatification est ouvert en 2007 et dix ans plus tard, le pape François lui attribue la dignité de « vénérable », lui reconnaissant l'« héroïcité de ses vertus ».

## Nouvelles causes
En octobre 2019, la Conférence épiscopale vietnamienne a engagé une réflexion sur l'opportunité de la béatification de différentes figures de l'histoire de l'Église au Viet Nâm. Les évêques souhaitent que soit notamment reconnu le témoignage de foi des tout premiers missionnaires envoyés dans leur pays, qu'ils considèrent, avec les historiens, comme les fondateurs de leur Église.
Deux causes ont été depuis ouvertes qui concernent François Pallu et Pierre Lambert de La Motte, cofondateurs des Missions étrangères de Paris. L'ouverture de l'enquête diocésaine de l'évêque Pallu a eu lieu le 29 octobre 2023 à Hanoï dans le nord du Viet Nâm, en présence du délégué apostolique représentant le Saint-Siège et du supérieur général des M.E.P. Celle de l'évêque Lambert de la Motte a été lancée le 13 janvier 2024 lors d'une messe solennelle célébrée par l'archevêque Joseph Nguyen Chi Linh, dans le diocèse de Phan Thiet dans le sud du Viet Nâm.
C'est en tant que figures exemplaires de l'évangélisation et non en tant que martyrs, ce qu'ils ne sont pas, que l'Église vietnamienne demande leur élévation.